# 宮沢ゆあな
宮沢 ゆあな（みやざわ ゆあな、3月19日 - ）は、日本の女性声優、歌手。主にアダルトゲーム業界で活動している。大阪府出身。

2021年1月18日にエイシスプロダクションを退所しフリーとなった。

## 人物
小学生の頃からその特徴的な声でいじめられコンプレックスだったが、中学生になってアニメを見て“声優”という職業を知り、いじめた子達を見返してやろうと考えて声優を志す。学校卒業後に地元・大阪で仕事をしながら養成所に通った。現在の事務所であるロックンバナナが主催した『はてなきそら』（あんく）の声優とボーカルのオーディションを受けた所、ボーカル部門だけが合格してしまい、エンディングテーマを歌うことになる。事務所にも最初は歌だけの契約で入り、しばらくは仕事が無くて苦労した。
強気・ツンデレなどの元気なキャラが得意で、自分が演じた役では『Piaキャロットへようこそ!!G.P.』の黒須美羽がお気に入り。
2008年に薬師るりと音楽制作ユニット「Cheerful+Colorful」を結成した。ライブに慣れていない彼女のために、マネージャーが薬師を紹介して結成された。最初は歌だけだったが、シンガーソングライターとして以前から活動していた薬師に教わりながら作詞も手がけている。ユニット名は2人の考案で、“長い名前で、略すと4文字”“みんなを元気にできるような曲と、いろんな色の歌を歌っていきたい”と考えて名付けた。

## 出演

### 一般向ゲーム
- 2007年
  - 萌え萌え2次大戦(略)（レイ、ネコ、マチルダ）
- 2008年
  - 萌え萌え2次大戦(略)☆デラックス（レイ、ネコ、マチルダ）
- 2009年
  - 世界はあたしでまわってる 光と闇のプリンセス（パロ、クイーンエルフ）
  - 萌え萌え2次大戦(略)☆ウルトラデラックス（レイ、ネコ、マチルダ）
  - 萌え萌え2次大戦(略) Chu〜♪（レイ、ネコ、マチルダ）
  - 戦極姫〜戦乱に舞う乙女達〜（山中 鹿介、久武 チカ、ROMちゃん）[1]
  - Pia♥キャロットへようこそ!!G.P.〜学園プリンセス〜（黒須 美羽）
- 2010年
  - もっとNUGA-CEL!（リオ）
  - 戦極姫2〜葉隠の乙女、風雲に乗ず〜（河野 通直）
  - 戦極姫2 炎〜百華、戦乱辰風の如く〜（河野 通直）
  - 戦極姫2 嵐〜百華、戦乱辰風の如く〜（河野 通直）
- 2011年
  - 三極姫〜三国乱世・覇天の采配〜（黄忠 漢升、張袷 儁乂）
  - 出撃!! 乙女たちの戦場2〜天翔ける衝撃の絆〜（飛鳥 南）
  - 萌え萌え大戦争☆げんだいばーん（リオン）
  - 萌え萌え大戦争☆げんだいばーん+（レン、リオン）
  - 萌え萌え大戦争☆げんだいばーん3D（レン、リオン）
- 2012年
  - 三極姫〜戦煌の大火・暁の覇龍〜 （黄忠 漢升、張袷 儁乂）
  - 戦極姫3〜天下を切り裂く光と影〜（久武 チカ、石川 数正、河野 通直）※PSP/PS3版。PS Vitaは2013年発売。
  - 出撃!! 乙女たちの戦場2〜憂国を翔ける皇女のツバサ〜（飛鳥 南）
  - オレは少女漫画家（黛 沙耶香）
  - 萌え萌え大戦争☆げんだいばーん++（レン、リオン）
- 2013年
  - 三極姫2〜天下覇統・獅志の継承者〜（黄忠 漢升、張袷 儁乂）
  - 三極姫2〜皇旗咆哮・覚醒めし大牙〜（黄忠 漢升、張袷 儁乂）
  - 英雄*戦姫（ケイ）
- 2014年
  - 戦極姫4〜争覇百計、花守る誓い〜（太田 資正、山中 鹿介、久武 チカ）※PSP/PS3/PS Vita版
  - ものべの -pure smile-（ちま[7]）
  - 戦姫インペリアル from 英雄*戦姫（ケイ[8]）
- 2016年
  - Strawberry Nauts -HD Renewal Edition-（六角 すずめ）
- 2017年
  - 戦御村正DX -紅蓮の血統-（ゴルフォリア アレクサンドル、リィズ エルドバルト）

### アダルトゲーム
- 2006年
  - すくぅ〜る・らぶっ!〜恋と希望のメトロノーム〜（妃咲 純玲）[1]
- 2007年
  - いもうと中毒 〜治す薬はありません〜（相澤 しおり）[2]
  - すくぅ〜る・らぶっ!2〜恋するパフェちっく〜（妃咲 純玲）[2]
  - ピリオド（沢渡 葵）[2]
- 2008年
  - エインズワースの魔物たち（ベランルージュ）[2]
  - キスよりさきに恋よりはやく（春日部 花蝶）[2]
  - 鋼炎のソレイユ -ChaosRegion-（猫沼 音子）[2]
  - 人工少女3 はんなり（P型）[2]
  - Pia♥キャロットへようこそ!!G.P.（黒須 美羽）[2]
  - ぴあきゃろG.P.FD（黒須 美羽）[2]
  - ピリオド -SWEET DROPS-（沢渡 葵）[2]
  - 戦極姫〜戦乱の世に焔立つ〜（ROMちゃん）
- 2009年
  - いただき!娘娘チャイナ（日比野 彩加）[2]
  - Alter Ego（四条 詩祈）[2]
  - オトボケめがね。〜寝ても醒めてもめがねっ娘〜（功徳 鈴、もったいない神様）[2]
  - 終わりなき夏 永遠なる音律（折原 藍）[1]
  - すく〜るふぁいぶ 〜五つの秘密の物語〜（有馬 瑠璃）[2]
  - すくぅ〜る・らぶっ!3〜未来へのアレグレット〜（広瀬 歩）[1]
  - だっこしてぎゅっ! 〜オレの嫁は抱き枕〜（モル）[2]
  - Tech48[2]
  - Flyable Heart（皇 天音）[2]
  - 星空のメモリア（姫榊 こもも）[1]

- 2010年
  - シェイプシフター（アルデュイナ）[9]
  - 星空のメモリア Eternal Heart（姫榊 こもも）[2]
  - ルーンロオド（神屋 夏樹、アンゲリーナ ペドセル）[1]
  - 君の名残は静かに揺れて（皇 天音）[1]
  - AngelRing 〜エンジェルリング〜（志木 梓）[1]
  - 三極姫〜乱世、天下三分の計〜（張袷 儁乂）
  - Knight Carnival!（ケイ）[1]
  - 超限勇希ムゲンフィニティ（メグ・メル）[10]
  - 主に交われば朱くなる（藤堂 菜織）[11]
  - りんくす!〜キミと精霊と使い魔と〜（蓮華石 ニナ）[1]
  - はぴ☆さま! 〜宮乃森村へようこそ!〜（神様(咲耶)）
  - Floating Material（霧崎 伊歩）[12]
- 2011年
  - 闇夜に踊れ -Witch wishes to commit the Night-（木島野 倖子）[1]
  - Flyable CandyHeart（皇 天音）[2]
  - 戦極姫〜戦乱の世に焔立つ〜 新装版（山中 鹿介、久武 チカ、ROMちゃん）
  - 雀極姫（久武 チカ）[13]
  - See You Lover -修羅恋-（空見 牡丹）[1]
  - 処女と魔王とタクティクス（夏乃目 沙耶）[14]
  - 戦極姫3〜天下を切り裂く光と影〜（久武 チカ、石川 数正、河野 通直）
  - 戦極姫3〜天下を切り裂く光と影〜 遊戯強化版-壱の巻-（久武 チカ、石川 数正、河野 通直）
  - 黙って私のムコになれ!（戌井 優一）
  - 魔物娘たちとの楽園〜蜘蛛と鳥と◎と〜（アラーニェ）[15]
  - 恋するコトと見つけたり!（矢式 千里）[16]
  - かすたむアイドロイドAi（ツンデレ属性）[17]
  - Strawberry Nauts（六角 すずめ）[18]

- 2012年
- 水月 弐 〜追憶〜（結城 ちさと）
  - ツクモノツキ（大羽 摩耶）[19]
  - 放課後☆エロゲー部!（猪井 理乃）[20]
  - ものべの（ちま）[21]
  - プリズマティックプリンセス☆ユニゾンスターズ（皇 天音）[22]
  - ゆきいろ 〜空に六花の住む町〜（北斗 すずらん）[23]
  - 処女と魔王とタクティクス 魔王争奪戦（夏乃目 沙耶）
  - 決戦!乙女たちの戦場3〜電撃作戦!戦果はエースの名のもとに〜（津崎 晶）[24]
  - むりやり!?オトメDAYS（オリヴィア・ウィル・ゴールドスミス）[25]
  - 紅蓮華 -ぐれんか-（飯塚 香夏子）[26]
  - 三極姫2〜天地大乱・乱世に煌く新たな覇龍〜（黄忠 漢升[27]、張袷 儁乂[28]）
  - 三極姫2〜天地大乱・乱世に煌く新たな覇龍〜 遊戯強化版（黄忠 漢升、張袷 儁乂）
  - 英雄*戦姫（ケイ）
  - さくら、咲きました。（天使突抜 瀬利華）[29]
  - 流星のアーカディア（木下 智慧葉）[30]
  - ガンナイトガール（小杉 唯奈）
  - 戦極姫4〜争覇百計、花守る誓い〜（太田 資正[31]、山中 鹿介[32]、久武 チカ[33]）
- 2013年
  - 三極姫2〜天地大乱・乱世に煌く新たな覇龍〜 遊戯強化版弐（黄忠 漢升）
  - 星彩のレゾナンス（向山 奈岐）[34]
  - ボクが天使になった理由（有家 小雪[35]、桶屋町 夢乃[36]、リカ[37]）
  - ものべの -happy end-（ちま）
  - めぐる季節の約束と、つないだその手のぬくもりと（弓長 美岬[38]）※2015年6月に発売中止が決定した。
- 2014年
  - 恋する姉妹の六重奏（風浦 琴音）
  - 聖もんむすFestival!!〜お祭りだよ全員集合!〜（アラーニェ・オトカネ）[39]
  - 英雄*戦姫GOLD（ケイ）
  - 超催眠術学園（南巽 龍子）[40]
  - ねこまっしぐら〜ねこみみカフェにようこそ〜（桃川・N・桂香）[41]
  - 南十字星恋歌（出石 ゆい）

- 2015年
  - 戦極姫6〜天下覚醒、新月の煌き〜（立花 道雪、太田 資正、村上 武吉）[42]
  - 神のラプソディ（スピリ）[43]
  - 三極姫4〜天下繚乱 天命の恋絵巻〜（黄忠漢升）[44]
  - こころリスタ!（ミューティ）[45]
- 2016年
  - Pia♥キャロットへようこそ!!G.P. REFRESH（黒須 美羽）
  - 戦御村正 -剣の凱歌-（ゴルフォリア アレクサンドル、リィズ エルドバルト）[46]

#### ドラマCD
- くりきん☆劇場（ハナ、2008年）
- 萌え萌え2次大戦(略)☆デラックス ドラマCD（レイ、ネコ、マチルダ、2009年）
- カガクなヤツら（ユーフェミア）※『チャンピオンRED いちご』2012年3月号付録

### その他
- 方言萌目覚し（なつみ）[47]

### インターネットラジオ
- オザジュン・ゆあなのなんやそれ[2]
- なんそれ.com[2]
- ZAC Vol.6「バラトラ〜こちらオーディション傍聴席」準備GO!!
- バラトラ〜こちらオーディション傍聴席[2]
- Piaラジ・キャロットへようこそ!!（2007年12月7日 - 2008年2月29日）
- アキハバラ発!ぷらてぃあ放送局（？ - 2008年8月7日）
- ちあ+からのチ・カ・ラ[2]
- りんご&ゆあなのHappy?! はぴ☆さま〜’ず
- 宮沢ゆあなpresents-Acoustic Cafe Live&Radio Program *Yuana's Cafe*
- ラジオ ガンナイトガール〜0教2区隊広報部〜[48]

### ラジオCD
- アキハバラ発!ぷらてぃあ放送局 ラジオCD Vol.5、6（2008年4月25日、2008年9月26日）
- ラジオCD「英雄＊戦姫」（2014年8月18日）

## ディスコグラフィ

### アルバム
| 枚  | 発売日       | タイトル         | 規格品番  |
| --- | ------------ | ---------------- | --------- |
| 1st | 2012年4月6日 | 絆星-kizunabosi- | DLRD-2016 |

### 音楽CD
- Ankh ANTHOLOGY 〜あんく名歌選〜（2005年1月28日）
- 妹ちゃれんじ!（2006年3月31日）
- GWAVE 2005 2nd Impact（2006年6月30日）
- ピリオド キャラクターソングCD Vol.7 沢渡葵（2007年10月26日）
- (略)だと短いから、ハガネノオトメが生マレタ理由は愛をMotto!トキ☆メイチュウ、だと長いから（2010年2月22日）
- でれスク 予約特典主題歌CD（2010年8月27日）
- LiLiM 15th Anniversary Vocal Album（2015年2月20日）

### 収録CD不明
- 2006年
  - すくぅ〜る・らぶっ! 〜恋と希望のメトロノーム〜 主題歌 「揺れるココロ 〜恋と希望のメトロノーム〜」
- 2007年
  - ヨガって!奥様 テーマソング 「daring for darling」
- 2008年
  - 恋の恋 〜れんのこい〜 イメージソング 「告白」[1]
- 2010年
  - 俺の嫁 〜あなただけの花嫁〜 主題歌 「go to sweethome!」[2]
  - さくらのしっぽ 主題歌 「LOVERY DAYS」[2]
  - 恋愛催眠 風香ED 「大切なほんとのこと」[2]
  - おっぱいハート 主題歌 「イケない恋に首ったけ」
- 2011年
  - 処女と魔王とタクティクス 主題歌 「keep on fighting for the future」（宮沢ゆあな&青葉りんご）[2]

### 楽曲提供

#### 作詞
- 青葉りんご
  - さくらのように。
  - 強くなるために…
  - はだしのままで
- Cheerful+Colorful
  - さんぽ
  - はぴてんのうた☆
  - Cheerful+Colorful 〜いつもここにいる〜
  - 寄り道
  - 妄想爆走☆開発chu!
  - LOVELY DAYS
- かわしまりの
  - 涙の欠片
- 風音
  - わたしのつばさ
- あなたとの景色（2013年、雪村とあ）